# Estat satèl·lit
Estat satèl·lit és un dels noms pejoratius que es dona en política internacional a qualsevol Estat que, si bé és nominalment independent i reconegut per uns altres, en la pràctica es troba suposadament subjecte al domini polític o ideològic d'alguna potència. Igual que passa amb termes similars com el govern titella, la catalogació d'un Estat com a satèl·lit és considerada partidista i pròpia dels detractors dels governs en qüestió.
El terme, analogia dels cossos celestes que orbiten al voltant d'un més gran, va ser inicialment utilitzat per la premsa occidental capitalista per a referir-se als països del Pacte de Varsòvia i la seva estreta relació amb la Unió Soviètica durant la Guerra Freda. Altres països en l'esfera d'influència soviètica, com Corea del Nord (particularment durant les dècades posteriors a la Guerra de Corea) o Cuba (especialment després d'integrar-se al Consell d'Assistència Econòmica Mútua) també van ser en el seu moment catalogats com a satèl·lits de la Unió Soviètica.
Per la seva banda, la premsa dels estats socialistes solia usar definicions de similar calibre per a referir-se a estats capitalistes perifèrics (El Salvador o Panamà a Sud-amèrica o les Filipines a Àsia) i als aliats dels Estats Units a l'OTAN, en contraposició al Pacte de Varsòvia.